# Labirintul: Încercările focului
Labirintul: Încercările Focului (titlu original: Maze Runner: The Scorch Trials) este un film american științifico-fantastic distopic de acțiune thriller postapocaliptic din 2014, continuare a primei părți: The Maze Runner.